# 官能のメヌエット/解き放たれた愛欲の宴
官能のメヌエット/解き放たれた愛欲の宴（原題：Femmes 西語：Mujeres 独語： Insel der Wollust）は1984年のフランス映画。日本未公開。R-18

## 概説
ヘルムート・バーガー主演の異色のエロティック・ムービー。『サロン・キティ』以来の18禁指定映画。原題は「女たち」という意味だが、セミ・ポルノ扱いでビデオ発売された。

## 内容
ドイツ人の作家の男（バーガー）は船で南海の島にたどり着き、かつてのガールフレンドで関係も持ったこともあるという女流画家のアレクサンドラの家を訪ねる。アレクサンドラには16歳の娘がいて、アレクサンドラの女友達の女優とそのレズ相手の女性と遊びに来てたが、温暖な気候と南の海の開放感と共に彼女たちは男に身体を開いていく・・・。

## スタッフ
- 監督：アンナ・カレヤ・デイド・タンメ
- 脚本：タナ・カレヤ
- 撮影：エドモン・セシャン

## キャスト
- ヘルムート・バーガー
- アレクサンドラ・スチュワート
- ティナ・スポートラーロ
- ダルク・オーテボォ
- エヴァ・コーボ